# 교회사관
교회사관(敎會史觀)은 이론신학 분야의 성경신학, 조직신학과 더불어 신학의 3부문 중 하나인 역사신학(歷史神學, Historical theology)에서 기독교 역사의 발전 법칙에 대한 체계적인 견해 또는 인식을 뜻한다. 교회와 역사관의 합성어로서 교회의 역사를 바라보는 관점이다. 어디에 중점을 두는가에 따라 여러 종류의 교회사관이 존재한다.

## 같이 보기
- 로마 가톨릭 신학
- 개신교 신학
- 장 칼뱅의 신학
- 역사신학
- 개혁주의
- 장 칼뱅
- 실증사관
- 하승무